# Critolaos
Sauf précision contraire, les dates de cet article sont sous-entendues « avant l'ère commune » (AEC), c'est-à-dire « avant Jésus-Christ ».
Critolaos de Phasélis est un philosophe péripatéticien du IIe siècle av. J.-C.

## Biographie
Né vers 200 Critolaos fut un disciple d'Ariston de Céos, le 5e scolarque, recteur du Lycée fondé par Aristote. Les Athéniens l'envoyèrent en ambassade à Rome avec le platonicien Carnéade et le stoïcien Diogène de Babylone, en 155. Il serait être décédé vers 118. Son successeur et disciple fut Diodore de Tyr. Le Pseudo-Philon dans son ouvrage Sur l'incorruptibilité du monde, livre un fragment considérable d'un ouvrage attribué à Critolaos, après avoir été attribué à Théophraste.

## Philosophique
Avec lui, l'aristotélisme penche vers l'éclectisme, même s'il semble avoir défendu certains dogmes fondamentaux du Lycée, notamment dans le domaine de la Physique. Soucieux de préserver son école philosophique, il porta la contradiction avec les stoïciens. Sur la nature de l’Âme : « Critolaos (et ses péripatéticiens), suppose l'âme composée d'une cinquième substance, et suppose qu'elle est un corps, puisqu'elle renferme des corps », selon le témoignage de Tertullien, écrivain chrétien. Il pensait que l'âme était composée d'éther, un corps subtil aux yeux de ses contemporains.

## Source
Cet article comprend des extraits du Dictionnaire Bouillet. Il est possible de supprimer cette indication, si le texte reflète le savoir actuel sur ce thème, si les sources sont citées, s'il satisfait aux exigences linguistiques actuelles et s'il ne contient pas de propos qui vont à l'encontre des règles de neutralité de Wikipédia.
- Tertullien, Traité de l’Âme